# Intercâmbio colombiano

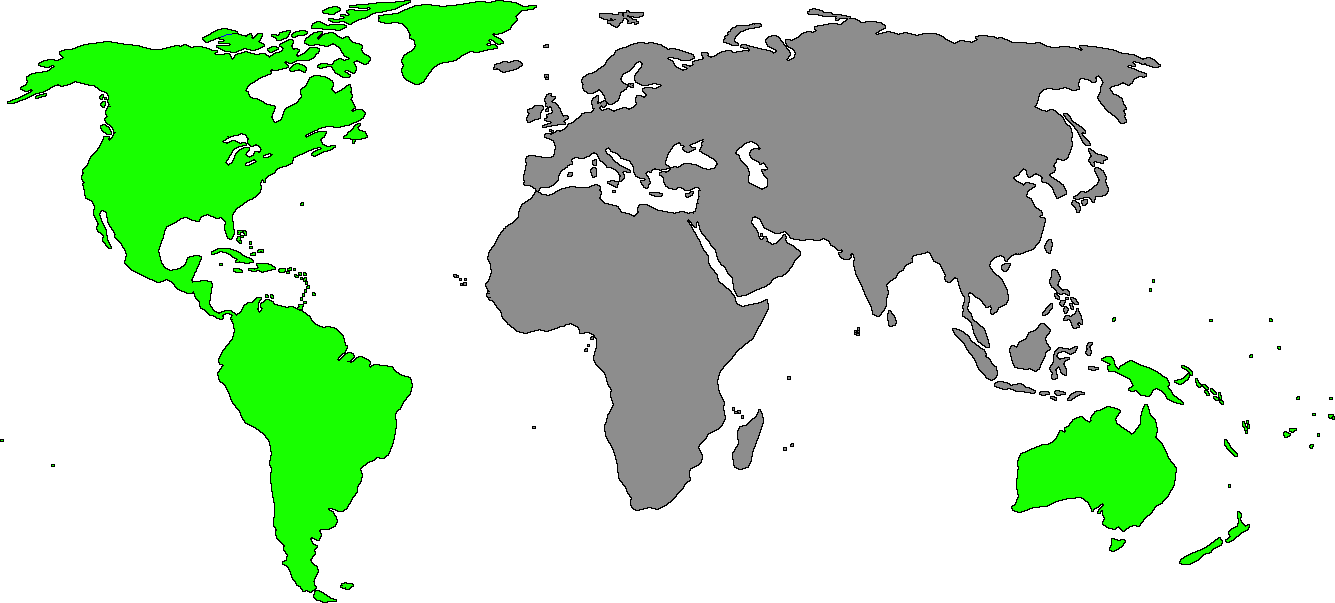
O "Novo Mundo" (verde) e o "Velho Mundo" (cinzento) os dois lados do intenso intercâmbio iniciado com a viagem de Colombo em 1492.

Intercâmbio colombiano (do inglês Columbian exchange) foi o intenso intercâmbio de animais, plantas, alimentos, populações humanas (incluindo escravos), doenças infecciosas e ideias ocorrido entre o hemisfério oriental e o hemisfério ocidental, iniciado no final do século XV como resultado da chamada era dos descobrimentos. Foi um dos mais marcantes eventos de toda a história humana influenciando a ecologia, agricultura e cultura. A primeira viagem de Cristóvão Colombo à América em 1492 iniciou este contacto em grande escala entre o Velho Mundo e o Novo Mundo, que resultou numa revolução ecológica, daí o nome "Intercâmbio colombiano", cunhado pelo historiador Alfred W. Crosby em 1972 no livro "The Columbian Exchange".
O intercâmbio colombiano afectou grandemente quase todas as sociedades do planeta. Novas doenças transmitidas pelos europeus (muitas das quais originárias da Ásia), a que povos indígenas não tinham imunidade, despovoaram muitas culturas. Os dados sobre as populações pré-colombianas na América são incertos, mas as estimativas das perdas de população induzidas por estas doenças entre 1500 e 1650 variam entre 80% e 90%.
Simultaneamente, o contacto entre regiões fez circular uma grande variedade de novas culturas e gado que apoiou o aumento da população. Os primeiros exploradores trouxeram para a Europa novos produtos como o milho, batatas e tomate, que se tornaram determinantes nas culturas da Eurásia no século XVIII. Da mesma forma, os europeus introduziram a mandioca e o amendoim no Sudeste Asiático e na África ocidental, que prosperaram em solos pobres, apoiando o crescimento de populações em zonas até então de baixos rendimentos.

## Influência

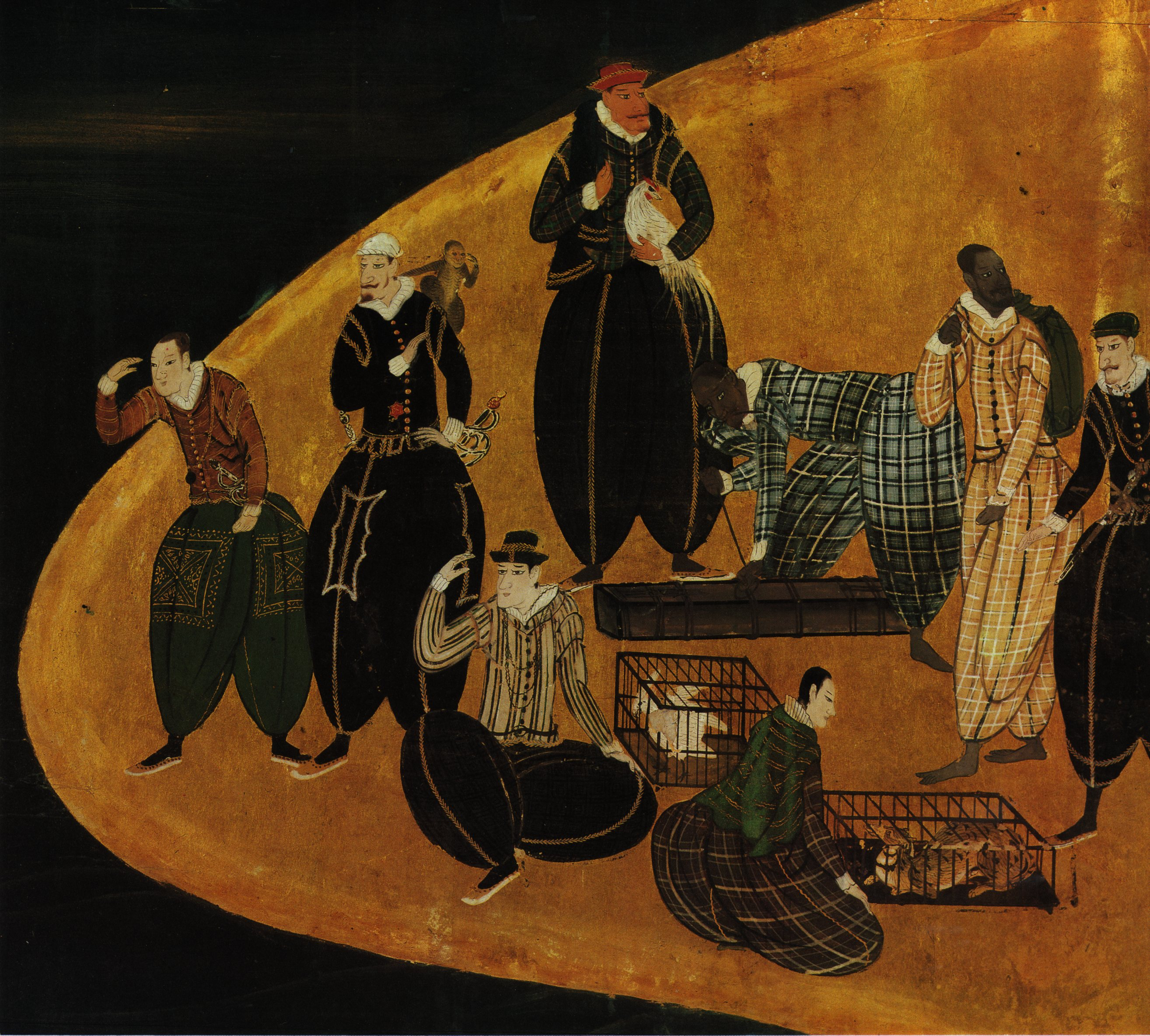
Portugueses apresentando animais no Japão, detalhe de painel Nanban (1570-1616)

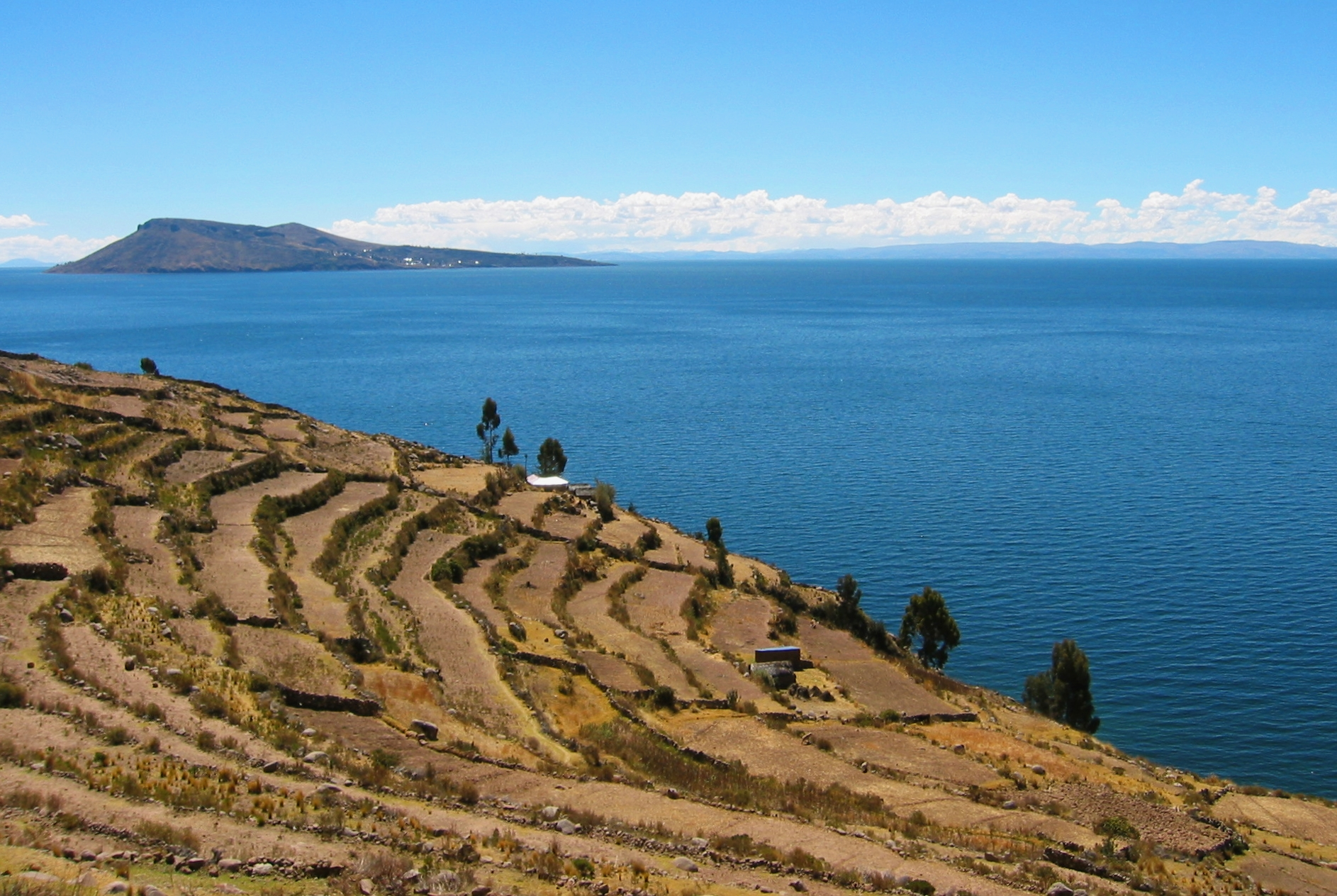
Terraceamento de origem Inca em Taquile, usado no cultivo de quinoa e batatas, junto com trigo, uma introdução europeia

A troca de plantas e animais transformou os modos de vida europeus, americanos, africanos e asiáticos. Novos alimentos tornaram-se a base de dietas humanas, e novas regiões de cultivo surgiram. Por exemplo, até então as batatas não eram cultivadas fora da América do Sul. Por volta de 1840, a Irlanda era já tão dependente da cultura da batata que uma praga na cultura levou à devastadora Grande fome de 1845-1849 na Irlanda. Milho e mandioca, desde que foram introduzidos por comerciantes portugueses do século XVI que os trouxeram da América, tornaram-se culturas tradicionais africanas, e dos mais importantes alimentos-base da alimentação neste continente. As novas culturas da América chegaram à Ásia por meio de colonizadores espanhóis, no século XVI, incluindo as batatas e o milho-doce, contribuindo para o crescimento da população na Ásia também.
Uma das primeiras exportações europeias, o cavalo mudou a vida de muitas tribos americanas nas Grandes Planícies, permitindo a mudança para um estilo de vida nómada, baseado na caça a cavalo ao bisonte. O molho de tomate, feito à base desta cultura do Novo Mundo, tornou-se uma tradição italiana, enquanto o café nascido em África e a cana-de-açúcar originária da Ásia tornaram-se as principais culturas de extensas plantações da América Latina. Introduzido na Índia pelos portugueses, o pimentão/páprica e o chili da América do Sul são hoje partes integrantes da culinária indiana.
Das 20 maiores culturas mundiais, medidas pelo peso da produção em 2007, cinco (milho, batata, mandioca, tomate e batata doce), são originárias da América, enquanto uma sexta, uva, é uma planta europeia enxertada num porta-enxerto americano. As restantes culturas e pecuárias originárias do Velho Mundo no top vinte são cultivadas em todo o mundo hoje (leite de vaca, soja, trigo, beterraba açucareira, cana-de-açúcar, arroz, laranja, cebola, sorgo, ovos de galinha, cevada, alface e chicória e maçãs). E tudo

## Exemplos

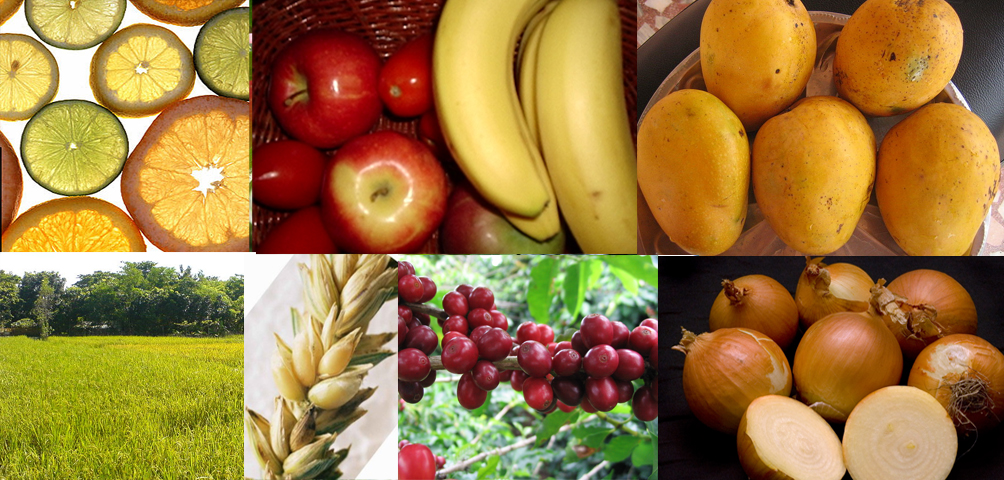
Plantas nativas do Velho Mundo. No sentido horário, do topo à esquerda: 1. Citrinos (Rutaceae), 2. Maçã (Malus domestica), 3. Banana (Musa), 4. Manga (Mangifera); 5. Cebola (Allium), 6. Café (Coffea); 7. Trigo (Triticum spp.) 8. Arroz (Oryza sativa)

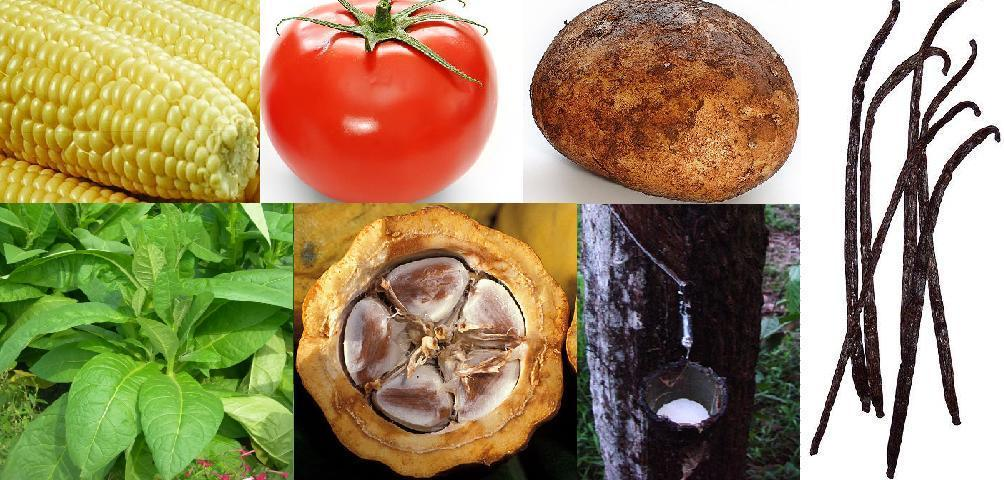
Plantas nativas do Novo Mundo. No sentido horário, do topo à esquerda:: 1. Milho (Zea mays) 2. Tomate (Solanum lycopersicum) 3. Batata (Solanum tuberosum) 4. Baunilha 5. Seringueira (Borracha -Hevea brasiliensis) 6. Cacau (Theobroma cacao) 7. Tabaco (Nicotiana rustica)

| Tipo de organismo   | Do Velho Mundo para o Novo Mundo | Do Novo Mundo para o Velho Mundo |
| ------------------- | --- | --- |
| Animais domésticos  | - abelha-europeia - gato - camelo - galinha - vaca - cabra - ganso - cavalo - coelho - porco - pombo-comum - carneiro - bicho-da-seda - búfalo-asiático | - alpaca - porquinho-da-índia - llama - peru (ave) |
| Plantas cultivadas  | - amêndoa - maçã - damasco/alperce - alcachofra - espargo - banana - cevada - beterraba - pimenta preta - couve - meloa - cenoura - café - citrinos (laranja, limão, etc.) - pepino - beringela - linho - alho - cânhamo - kiwi - noz-de-cola - alface - manga - painço - aveia - quiabo - oliveira - cebola - ópio - pêssego - ervilha - pêra - pistache - rabanete - ruibarbo - arroz - centeio - soja - Cana-de-açúcar - taro (inhame) - chá - nabo - trigo - nogueira - melancia - jaca - jambo | - amaranto - abacate - feijão - amora - pimento - mirtilo - caju - salvia - chicle - Anona - Chili - Oxicoco - coca - cacau - algodão - goiaba (comum) - milho (corn) - mandioca (cassava, tapioca, yuca) - papaia - amendoim - nogueira-pecã - ananás (abacaxi) - batata - abóbora - quinoa - borracha - morango (variedades comerciais) - girassol - batata doce - tabaco - tomate - baunilha - açaí - castanha do pará - graviola - jabuticaba - maracujá - guaraná - pitomba - buriti - pequi - acerola - cajá - mamão - pitanga - sapoti - seriguela |
| Doenças infecciosas | - peste bubónica - varicela - cólera - gripe - lepra - malária - sarampo - escarlatina - varíola - febre tifóide - tifo - febre amarela - bouba | - sífilis - hepatite |